# 테리 위노그래드

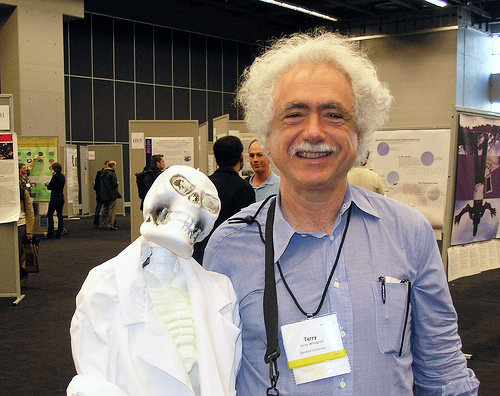

테리 위노그래드(Terry Winograd, 본명: 테리 앨런 위노그래드, Terry Allen Winograd, 1946년 2월 24일 ~)는 미국의 컴퓨터 과학자이다. 스탠퍼드 대학교 교수이자 스탠퍼드 인간-컴퓨터 상호 작용 그룹(Stanford Human-Computer Interaction Group)의 공동 책임자이다. SHRDLU 프로그램을 이용한 자연어 처리 연구로 정신 철학 및 인공지능 분야에서 명성을 얻고 있다.

## 학력
위노그래드는 콜로라도에서 성장하여 1966년 콜로라도 칼리지를 졸업했다. 1968년부터 1970년까지 매사추세츠 공과대학교에서 박사 학위 논문으로 SHRDLU를 집필했다. 위노그래드는 이 프로그램을 개발하면서 컴퓨터가 자연어를 사용할 수 있도록 충분한 "이해력"을 갖추도록 하는 문제에 집중했다. 위노그래드는 블록 세계를 구축하여 프로그램의 지적 세계를 시뮬레이션된 "장난감 블록 세계"로 제한했다. 이 프로그램은 "당신이 들고 있는 블록보다 큰 블록을 찾아 상자에 넣으세요"와 같은 명령을 받아 시뮬레이션된 블록 이동 팔을 사용하여 요청된 동작을 수행할 수 있었다. 이 프로그램은 예를 들어 "어떤 블록을 말씀하시는지 모르겠다."와 같이 음성으로 응답할 수도 있다. SHRDLU 프로그램은 역사적으로 프로그래머가 컴퓨터의 의미 기억을 손으로 구축하는 것이 얼마나 어려운지, 그리고 그러한 프로그램이 얼마나 제한적이거나 "취약한지"를 보여주는 전형적인 사례 중 하나로 여겨질 수 있다.

## 연구
1973년, 위노그래드는 스탠퍼드 대학교로 옮겨 자연어 이해를 위한 AI 기반 프레임워크를 개발했고, 이는 이후 여러 권의 책으로 이어졌다. 하지만 첫 번째 권(구문)만 출판되었다. "제가 깨달은 것은 소통의 성공은 듣는 사람의 진정한 지능에 달려 있다는 것이다. 그리고 컴퓨터가 지능을 갖추지 못했더라도 더 효과적인 소통 방법이 많이 있다는 것이다."